# مقاطعة دلتا (تكساس)
مقاطعة دلتا (بالإنجليزية: Delta  County)‏ هي إحدى المقاطعات في ولاية تكساس، الولايات المتحدة الأمريكية، يبلغ عدد سكانها 5,231 نسمة طبقا لإحصاء عام 2010 .

موقع المقاطعة في ولاية تكساس